# Leopold Figl
Leopold Figl (Rust im Tullnerfel, Arxiducat d'Àustria, Àustria-Hongria 1902 - Viena, Àustria 1965) Polític austríac conservador, fou el Canceller (1945-1953), fou President de la República interinament entre 1950 i 1951, Ministre d'Afers Exteriors (1953-1959), President del Consell Nacional (cambra baixa del parlament) (1959-1962), Landeshauptmann (President Regional) de la Baixa Àustria el 1945 i novament entre 1962 i 1965.

## Biografia
Leopold Figl va néixer a Rust im Tullnerfel, Arxiducat d'Àustria (actualment Baixa Àustria), Àustria-Hongria (actualment Àustria) el 2 d'octubre de 1902. Fou fill d'una família d'agricultors de la Baixa Àustria, va créixer entre 4 germans i 4 germanes, tot i això, els seus pares disposaven de prou riquesa per escolaritzar-lo en un gymnasium, concretament a Sankt Pölten (capital de la Baixa Àustria).
Després d'aconseguir aquí la graduació de secundària, el 1923 ingressà a la Universitat de Recursos Naturals i Ciències Aplicades de Viena, allà estudià enginyeria agrícola, completà els estudis el 1931, i llavors fou nomenat vicepresident de la Federació d'Agricultors de la Baixa Àustria (Bauernbund), i el 1933 en fou elegit el president. Cal destacar que durant els seus estudis s'uní al Sindicat d'estudiants catòlics.
Després del cop d'estat austrofeixista del 7 de març de 1933, encapçalat per Engelbert Dollfuß, Figl passà a ésser membre del Consell Federal d'economia i esdevingué líder de l'organització paramilitar Ostmärkische Sturmscharen. Entre 1937 i 1938 fou president de la Federació de Pagesos d'Àustria.
Quan es produí d'Anschluss (unió d'Àustria a l'Alemanya Nazi) Figl treballava com a funcionari del govern.
El 12 de març de 1938 Figl fou arrestat pels nazis, i fou deportat al Camp de concentració de Dachau, després de passar-hi penúries fou posat en llibertat provisional el 8 de maig de 1943.
Trobà una feina com a enginyer de petroli a la Baixa Àustria, però el 8 d'octubre de 1944 Figl fou arrestat un altre cop i fou deportat al Camp de concentració de Mauthausen. Acusat de traïció, el 21 de gener de 1945 fou traslladat a la Cort Nacional de Viena, allà fou condemnat a mort, però això no passà, ja que a l'abril de 1945 els soviètics alliberaren Viena, i ell, lògicament, fou alliberat també.
El 14 d'abril de 1945 refundà la Bauernbund, qui el 17 d'abril s'integrà al nou Partit Popular (ÖVP), que en fou elegit vicepresident, poc temps més tard en fou elegit president.
El 27 d'abril de 1945 entrà al govern provisional d'Àustria, fou Secretari d'estat de la Cancelleria dirigida pel socialdemòcrata Karl Renner, el seu partit va obtenir diversos ministeris.
El 25 de maig de 1945 fou elegit com a Landeshauptmann (cap del govern) de la Baixa Àustria, càrrec que ocupà fins al 15 d'octubre del mateix any, quan deixà el càrrec a Josef Reither (del seu partit) per presentar-se a les eleccions legislatives.

## Canceller d'Àustria (1945-1953)
A les primeres eleccions després del nazisme, que se celebraren el 25 de novembre de 1945, amb ell com a candidat el seu partit va obtenir la majoria absoluta (1,602,227 vots, 49,8% dels sufragis i 85 diputats de 165). Tot i que fou elegit Canceller, la pressió de la Unió Soviètica (controlà part del territori austríac juntament amb les altres nacions aliades fins al tractat d'independència de 1955) va fer que continués el govern amb socialdemòcrates i comunistes. Finalment fou nomenat canceller el 20 de desembre de 1945 amb els vots dels tres partits.
Figl fou un canceller carismàtic i molt popular, però es diu que gran part dels seus èxits foren gràcies al compartiment del poder l'altra gran força política del país (els comunistes abandonaren el govern per discrepàncies amb els conservadors el 20 de novembre de 1947) i als 488 milions de dòlars que el Pla Marshall donà a Àustria per a la reconstrucció entre 1948 i 1951.
A les eleccions legislatives de 1949 que el seu partit les guanyà, tot i que perdent la majoria absoluta (1,846,581 vots, 44,0% dels sufragis i 77 diputats), tot i que els seus principals rivals, però aliats de govern, els socialdemòcrates també registraren pèrdues, així que el 8 de novembre de 1949 renovaren la coalició amb els socialdemòcrates.
El 31 de desembre de 1950 morí el president de la república, Karl Renner, i com que les pròximes eleccions presidencials (de fet serien les primeres de forma directa, ja que Renner fou elegit el 1945 pel parlament) se celebrarien l'any següent, Figl ocupà interinament les funcions de President de la república, ocupà el càrrec fins al 21 de juny de 1951, quan deixà el càrrec al guanyador de les eleccions, el socialdemòcrata Theodor Körner.
A les eleccions legislatives de 1953 el seu partit tornà a guanyar, però repetint pèrdues, que estigueren a punt de deixar a Figl i al Partit Popular sense cancelleria, ja que en vots i tant per cent guanyà el Partit Socialdemcrata ells van obtenir 1,781,777 vots, el 41,3% dels sufragis i 74 diputats, és a dir un més que els socialdemòcrates.
Tot això, i juntament amb la pressió internacional de l'URSS sobre Figl, van provocar la seva dimissió com a canceller el 2 d'abril de 1953, deixà el càrrec al seu company de partit Julius Raab, que apostà per continuar la coalició amb els socialdemòcrates. El càrrec de president del Partit Popular el deixà el 1952 també a Raab.

## Etapa com a ministre i president delNationalrat

### Ministre d'Afers Exteriors (1953-1959)
El 26 de novembre de 1953 el nou canceller Julius Raab el nomenà Ministre d'Afers Exteriors, succeint a Karl Gruber.
Durant el seu període com a canceller intensificà les negociacions per a assolir la total independència de l'estat, però no va poder ser, tot i això Figl va jugar un rol important com a Ministre d'Afers Exteriors per continuar les negociacions que culminaren el 15 de maig de 1955 amb la firma del Tractat d'Independència d'Àustria, llavors Figl sortí al balcó del Palau de Belvedere a Viena i cridà: "Àustria és lliure!".
Fou reelegit al capdavant del ministeri després de les eleccions de 1956.
Deixà el càrrec de ministre després que el seu partit sofrís una derrota en vots a les eleccions de 1959, i per continuar en coalició a la cancelleria havien de cedir el Ministeri d'Afers Exteriors als socialdemòcrates, així el 10 de juny de 1959 deixà el càrrec al canceller Julius Raab interinament, que pocs dies més tard agafaria el relleu Bruno Kreisky.

### President delNationalrat(1959-1962)
Després de la derrota en vots a les eleccions del 10 de maig de 1959 l'aleshores president del Consell Nacional o Nationalrat (cambra baixa del parlament) Felix Hurdes dimití, i aleshores el parlament elegí a Figl com a nou president el 10 de juny de 1959.
Figl mantení el càrrec fins al 5 de febrer de 1962, després de la mort del Landeshauptmann (cap de govern) de la Baixa Àustria Johann Steinböck, Figl foub escollit per succeir-lo. Deixà el càrrec de president del Nationalrat a Alfred Maleta.
Entre 1960 i 1964 fou patró de l'Associació d'Escoltes d'Àustria, i entre 1964 i 1965 en fou president.

## Landeshauptmannde la Baixa Àustria i mort
Quan estava a mitjan mandat li van diagnosticar càncer de ronyó, tot i això el seu partit volia que es presentés com a candidat a les eleccions presidencials del 23 de maig de 1965, però ell s'hi va negar i finalment escolliren a Alfons Gorbach (que finalment va perdre). Figlm morí inesperadament el 9 de maig de 1965 a Viena, amb tan sols 62 anys, el seu enterrament fou.
El succeí Eduard Hartmann (ÖVP).